# História do Zimbabwe
A descoberta de ouro em 1867 despertou a cobiça dos Ingleses, que acabaram por ocupar o território, apesar das reivindicações de Portugal, a quem a Grã-Bretanha dirige um ultimato em 1890. A colónia ficou designada, em 1895, Rodésia em homenagem a Cecil Rhodes, que promoveu a sua constituição. A parte sul desenvolveu-se mais do que a norte. As duas Rodésias associaram-se, em 1953, com a Niassalândia para constituírem a Federação da África Central, na qual a Rodésia do Sul era a parte mais importante. Desfeita a Federação em 1963, a Niassalândia tornou-se independente com o nome de Maláui e a Rodésia do Norte com a designação de Zâmbia, mas o Reino Unido negou-se a conceder a autonomia à Rodésia do Sul por ser governada pela minoria branca: esta decretou unilateralmente a independência em 1965 e adoptou o regime republicano em 1970. O bloqueio económico decretado pela ONU e a guerrilha, que ganhou extraordinário impulso após a independência de Moçambique em 1975, fizeram com que o país ascendesse à independência em 1980, tomando então o nome de Zimbábue. Em 1980, Robert Mugabe, o líder nacionalista negro, é eleito, submetendo o país a um regime socialista. Em 1987 é estabelecido um regime presidencial, sendo Mugabe eleito chefe de Estado. Em 1990, são retiradas progressivamente as tropas instaladas em Moçambique.
Seguindo o Acordo da Casa de Lancaster de 1979 houve uma transição para o domínio da maioria internacionalmente reconhecido em 1980; o Reino Unido cerimonialmente concedeu a independência do Zimbábue em 18 de abril daquele ano. Na década de 2000 a economia do Zimbábue começou a deteriorar-se devido a vários fatores, incluindo má gestão e corrupção, a imposição de sanções, tais como, entre outros, o Zimbábue a Democracia e Lei de Recuperação Econômica de 2001, seguindo a mudança de Willing Buyer, Willing Seller para Fast Track reforma agrária. A instabilidade econômica levou vários membros militares do Exército do Zimbábue para tentar derrubar o governo em um golpe de estado em 2007. Antes de sua independência reconhecida como Zimbábue em 1980, a nação tinha sido conhecida por vários nomes: Rodésia, Rodésia do Sul e Zimbábue-Rodésia.

## Era Pré-Colonial (1000–1887)

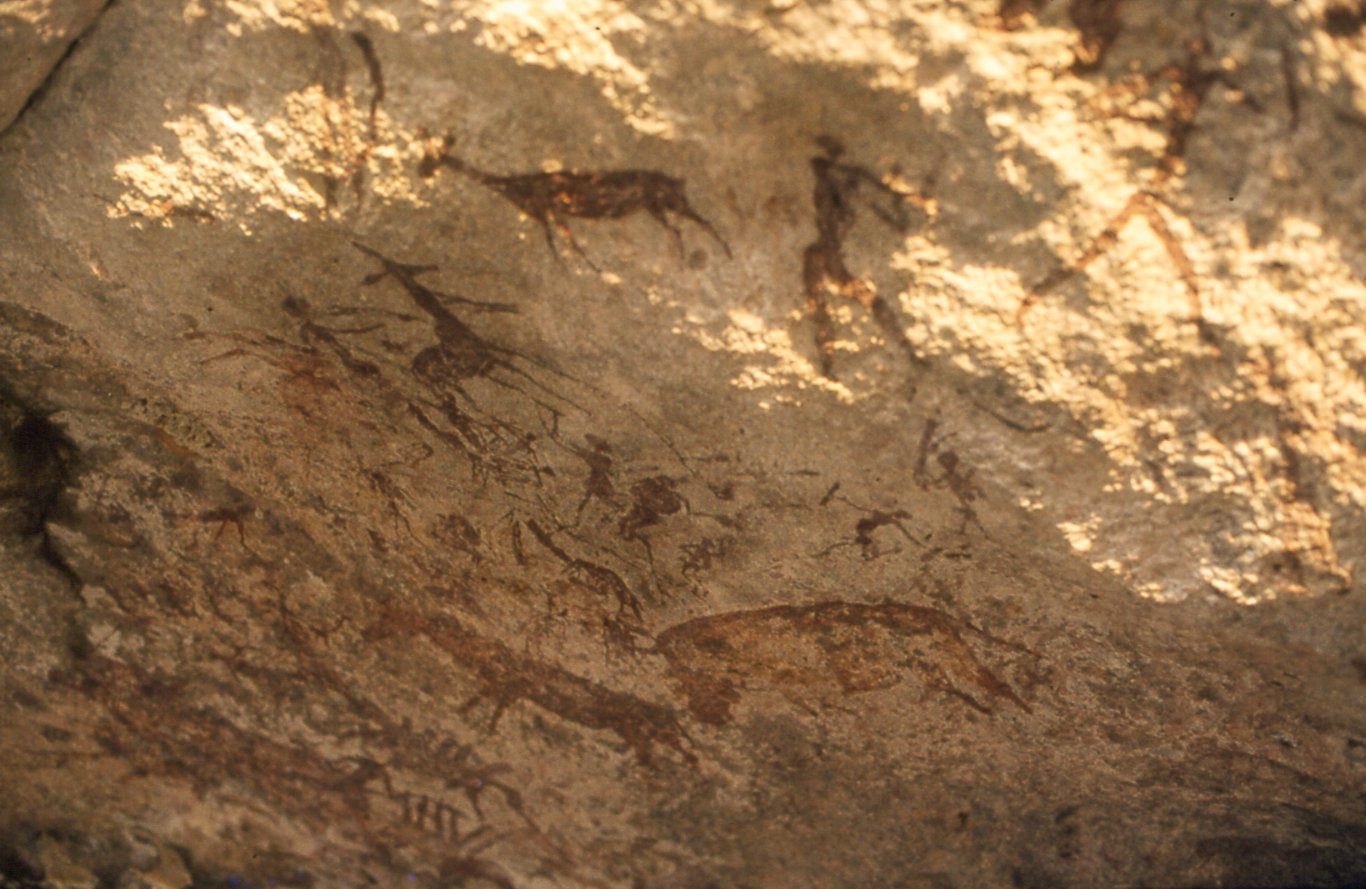
Pinturas de Stoneage pelo San localizado perto de Murewa, Zimbábue

Antes da chegada dos falantes bantos no atual Zimbábue, a região era povoada por antepassados dos sãs que estavam presentes na região quando chegaram os primeiros agricultores de língua banta durante a expansão banta há cerca de 2000 anos.
Estes falantes bantos eram os criadores da cerâmica inicial da Idade do Ferro pertencente à tradição Folhas de prata ou Matola, do século III ao IV, encontrada no sudeste do Zimbábue. Esta tradição fazia parte do fluxo oriental de expansão banta (às vezes chamado Cuale) que se originou a oeste dos Grandes Lagos, espalhando-se para as regiões costeiras do sudeste do Quênia e nordeste da Tanzânia, e depois para o sul de Moçambique, Sudeste Zimbábue e Natal. Mais substanciais em números no Zimbábue foram os fabricantes dos produtos de cerâmica Ziua e Gocomere, do século IV Sua antiga tradição cerâmica da Idade do Ferro pertencia às fácies do fluxo oriental, que se mudou do interior para o Maláui e Zimbábue. As importações de contas foram encontradas nos locais de Gocomere e Ziua, possivelmente em troca do ouro exportado para a costa.
Uma fase posterior da cultura Gocomere foi o Zizo no sul do Zimbábue. As comunidades de Zizo se estabeleceram na área de Shashe-Limpopo no século X. Sua capital havia Schroda (atravessando o rio Limpopo do Zimbábue). Muitos fragmentos de figurinhas cerâmicas foram recuperados a partir daí, figuras de animais e pássaros, e também bonecos de fertilidade. Os habitantes produziam braceletes de marfim e outros bens de marfim. As contas importadas encontradas lá e em outros locais de Zizo são evidências de comércio, provavelmente de marfim e peles, com comerciantes na costa do Oceano Índico.
A cerâmica pertencente a uma corrente ocidental de expansão banta (às vezes chamada de Calundu) foi encontrada em locais no nordeste do Zimbábue, datado do século VII. (O fluxo ocidental originou-se na mesma área que a corrente leste: ambos pertencem ao mesmo sistema de estilo, chamado por Phillipson o sistema Chifumbadze, que tem uma aceitação geral pelos arqueólogos.) Os termos rios oriental e ocidental representam a expansão dos povos de língua banta em termos de sua cultura. Outra questão é os ramos das línguas bantas que eles falaram. Parece que os fabricantes de produtos Ziua/Gocomere não eram os falantes ancestrais de línguas xonas do Zimbábue de hoje, que não chegou lá até por volta do século X, do sul do rio Limpopo, e cuja cultura de cerâmica pertencia à corrente ocidental. O linguista e historiador Ehret acredita que, em vista da semelhança da cerâmica Ziua/Gocomere com o Nkope dos ancestrais falantes de línguas Niassa, as pessoas Ziua/Gocomere falaram uma linguagem intimamente relacionada com o grupo niassa. Sua língua, qualquer que fosse, foi substituída pelas línguas ancestrais xonas, embora Ehret diz que um conjunto de palavras Niassa ocorrer em dialetos centrais xonas hoje.
A evidência de que os falantes ancestrais xonas vieram da África do Sul é que os estilos de cerâmica associados aos falantes xonas no Zimbábue dos séculos XIII ao XVII podem ser rastreados até os estilos de cerâmica do oeste (Calundu) na África do Sul. As tradições Ziua/Gocomere e Zizo foram substituídas por Leopards Kopje e Gumanye da tradição calundu do século X.
Embora a tradição do calundu, ocidental, era ancestral para os produtos cerâmicos de xona, os relacionamentos mais próximos da linguagem ancestral xona de acordo com muitos linguistas Estavam com uma divisão sul do banto oriental – línguas como as línguas do sudeste (angune, Sotho-Tswana, Tsonga), Niassa e Makwa. Embora seja bem sucedido que as pessoas do fluxo ocidental falassem um idioma pertencente a uma divisão banta oriental mais ampla, é um quebra-cabeça que continua a ser resolvido de que eles falaram uma língua mais intimamente relacionada com as línguas que acabamos de mencionar, todas as quais hoje são faladas no sudeste da África.
Depois que as pessoas que falavam xona se mudaram para o atual Zimbábue, muitos dialetos diferentes se desenvolveram ao longo do tempo nas diferentes partes do país. Entre estes foi Kalanga.
Acredita-se que as sociedades de falantes calangas surgiram pela primeira vez no vale médio do Limpopo no século IX antes de se mudarem para o planalto do Zimbábue. O planalto do Zimbábue, eventualmente, tornou-se o centro de estados calangas subsequentes. O Reino de Mapungubwe foi o primeiro de uma série de estados comerciais sofisticados desenvolvidos no Zimbábue na época dos primeiros exploradores europeus de Portugal. Negociavam em ouro, marfim e cobre por pano e vidro. De cerca de 1250 até 1450, Mapungubwe foi eclipsado pela Reino do Zimbábue. Este estado de Calanga foi refinado e expandido com a arquitetura de pedra de Mapungubwe, que sobrevive até hoje nas ruínas da capital do reino da Grande Zimbábue. De cerca de 1450-1760, ZZimbábue deu lugar ao Reino de Mutapa. Este estado de Calanga governou grande parte da área conhecida hoje como Zimbábue e partes do Moçambique central. É conhecido por muitos nomes, incluindo o Império Mutapa, também conhecido como Mwenemutapa era conhecido por suas rotas de comércio de ouro com árabes e os portugueses. No entanto, os portugueses destruíram o comércio e começaram uma série de guerras que deixaram o império em quase colapso no início do século XVII. Como resposta direta à agressão portuguesa no interior, surgiu um novo Estado Calanga chamado Império Rozui. Baseando-se em séculos de desenvolvimento militar, político e religioso, o Rozui (que significa "destruidores") removeu os portugueses do platô do Zimbábue pela força das armas. O Rozui continuou as tradições de construção de pedra dos reinos do Zimbábue e Mapungubue ao adicionar armas ao seu arsenal e desenvolver um exército profissional para proteger suas rotas comerciais e conquistas. Por volta de 1821, o Zulu general Mzilikazi do clã Cumalo se rebelou com sucesso do rei Shaka e criou seu próprio clã, o Ndebele. O Ndebele abriram caminho para o norte para o Transvaal, deixando uma trilha de destruição em seu rastro e começando uma era de devastação generalizada conhecida como Mfecane. Quando o holandês bôeres convergiram para o Transvaal em 1836, eles dirigiram a tribo ainda mais para o norte. Em 1838, o Império Rozui, juntamente com os outros pequenos estados xonas, foram conquistados pelo Ndebele e reduzidos a vassalagem.
Depois de perder suas restantes terras sul-africanas em 1840, Mzilikazi e sua tribo permanentemente se estabeleceram no sudoeste do atual Zimbábue no que se tornou conhecido como Matabelelândia, estabelecendo Bulawayo como sua capital. Mzilikazi então organizou sua sociedade em um sistema militar com regimental kraal, semelhante aos de Shaka, que era estável o suficiente para repelir novas incursões de Boer. Mzilikazi morreu em 1868 e, após uma violenta luta de poder, foi sucedido por seu filho, Lobengula.

## Colonial era (1888–1980)
Na década de 1880, os britânicos chegaram com Cecil Rhodes British South Africa Company em 1898,e o nome Rodesia do Sul foi adotado. Em 1888, o britânico colonialista Cecil Rhodes Obteve uma concessão para direitos mineiros a partir do Rei Lobengula dos povos Ndebele. Cecil Rhodes apresentou esta concessão para persuadir o governo do Reino Unido a conceder um carta real para a sua Companhia Britânica da África do Sul (BSAC) sobre Matabeleland, e seus assuntos de estado, como Maxonalândia. Rhodes procurou obter permissão para negociar concessões similares cobrindo todo o território entre o rio Limpopo e Lago Tanganyika, então conhecido como 'Zambésia'. De acordo com os termos das concessões e tratados acima mencionados, Cecil Rhodes promoveu a colonização da terra da região, com controle britânico sobre o trabalho, bem como metais preciosos e outros recursos minerais. Em 1895, o BSAC adotou o nome 'Rodésia' para o território da Zambézia, em honra de Cecil Rhodes. Em 1898 'Rodésia do Sul' tornou-se a denotação oficial para a região sul do Zambeze, que mais tarde se tornou Zimbábue. A região ao norte foi administrada separadamente pelo BSAC e mais tarde chamado Rhodesia do Norte (agora Zâmbia).
O xona desencadeou revoltas mal sucedidas (conhecidas como Chimurenga) contra a invasão em suas terras, por clientes da BSAC e Cecil Rhodes em 1896 e 1897.[carece de fontes?] Após as insurreições fracassadas de 1896-97, os grupos Ndebele e xonas tornaram-se sujeitos à administração de Rhodes, precipitando assim assentamento em massa europeus, o que levou à distribuição da terra favorecendo desproporcionalmente os europeus, deslocando o xona, Ndebele e outros povos indígenas.
[[File:Southern Rhodesia 1947 stamp1.jpg|thumb|Selo da Rodésia do Sul: princesas Isabel e Margarida na turnê real de 1947 da África do Sul.
A Rodésia do Sul tornou-se uma colônia britânica autônoma em outubro de 1923, após um referendo de 1922. Rodesianos serviram em nome do Reino Unido durante Segunda Guerra Mundial,   principalmente na Campanha da África Oriental contra o Eixo, forças em África Oriental Italiana.
Em 1953, diante da oposição africana, Grã-Bretanha consolidou as duas colônias da Rodésia com Niassalândia (hoje Maláui) na malfadada Federação da Rodésia e Niassalândia Que foi dominada pela Rodésia do Sul.O crescimento do nacionalismo Africano e de oposição em geral, particularmente na Niassalândia, persuadiu a Grã-Bretanha a dissolver a União em 1963, formando três colônias. À medida que o domínio colonial estava terminando em todo o continente e quando os governos da maioria africana assumiram o controle na Rodésia do Norte e Niassalândia, o governo da Rhodesia, minoria branca, liderado por Ian Smith fez um Declaração Unilateral de Independência (UDI) do Reino Unido em 11 de novembro de 1965. O Reino Unido considerou isso um ato de rebelião, mas não restabeleceu o controle pela força. O governo da minoria branca declarou-se uma "república" em 1970. Uma guerra civil se seguiu, com a ZAPU de Joshua Nkomo e Robert Mugabe ZANU usando a assistência dos governos da Zâmbia e Moçambique. Embora a declaração de Smith não tenha sido reconhecida pelo Reino Unido nem por nenhum outro poder, a Rodésia do Sul deixou cair a designação 'Sul' e reivindicou o estado do país como República da Rodésia em 1970 Embora isso não tenha sido reconhecido internacionalmente.

## Independência e década de 1980
O país ganhou independência oficial como Zimbábue em 18 de abril de 1980. O governo realizou celebrações da independência no estádio de Rufaro em Salisbury, a capital. Lorde Christopher Soames, o último Governador da Rodésia do Sul, assistiu como Charles (príncipe de Gales), deu uma saudação de despedida e a Rhodesian Signal Corps played "God Save the Queen". Vários dignitários estrangeiros também participaram, incluindo a primeira ministra Indira Gandhi da Índia, Presidente Shehu Shagari da Nigéria, Presidente Kenneth Kaunda da Zâmbia, Presidente Seretse Khama do Botswana, e primeiro ministro Malcolm Fraser da Austrália, representando a Comunidade das Nações. Bob Marley cantou 'Zimbabwe', uma música que ele escreveu, no convite do governo em um show nas festividades de independência do país.
O presidente Shagari prometeu US $ 15 milhões na celebração para treinar zimbabuenses no Zimbábue e expatriados na Nigéria. O governo de Mugabe usou parte do dinheiro para comprar empresas de jornal de propriedade de sul-africanos, aumentando o controle do governo sobre a mídia. O resto foi para treinar estudantes em universidades nigerianas, funcionários governamentais no Colégio Administrativo da Nigéria em Badagry e soldados na Academia de Defesa da Nigéria em Kaduna. Mais tarde, naquele ano, Mugabe encomendou um relatório da BBC sobre liberdade de imprensa no Zimbábue. A BBC emitiu seu relatório em 26 de junho, recomendando a privatização da Zimbabwe Broadcasting Corporation e sua independência de interesses políticos. Veja também:  Relações estrangeiras do Zimbábue
O governo de Mugabe mudou o nome da capital de Salisbury para Harare em 18 de abril de 1982 em comemoração ao segundo aniversário da independência. O governo renomeou a rua principal na capital, Avenida Jameson, em homenagem a Samora Machel, Presidente de Moçambique.
A nova Constituição prevê um presidente não executivo como Chefe de Estado com um primeiro-ministro como chefe de governo. Reverendo Canaan Banana serviu como o primeiro presidente. No governo, alterou a Constituição em 1987 para prover um presidente executivo e aboliu o cargo de primeiro-ministro. As mudanças constitucionais entraram em vigor em 1 de janeiro de 1988, com Robert Mugabe como presidente. O bicameral Parlamento do Zimbábue tinha uma Casa de Assembleia eleita diretamente e um Senado indiretamente eleito, parcialmente formado por chefes tribais.  A Constituição estabeleceu dois roteiros de eleitores separados, um para a maioria negra, que tinha 80% dos assentos no Parlamento e outro para brancos e outras minorias étnicas, como Colorido, pessoas de raça mista e asiáticos , Que detinha 20%. O governo alterou a Constituição em 1986, eliminando os roteiros do eleitor e substituindo os assentos brancos por lugares preenchidos pelos membros nomeados. Muitos deputados brancos se juntaram ao ZANU, que então os reconduziu. Em 1990, o governo aboliu o Senado e aumentou a participação da Câmara de Assembleia para incluir membros nomeados pelo Presidente.
O primeiro-ministro Mugabe manteve Peter Walls, o chefe do exército, em seu governo e colocá-lo encarregado de integrar o Exército Revolucionário do Zimbábue (ZIPRA), Exército de Libertação Nacional do Zimbábue (ZANLA) e o Exército da Rodésia. Enquanto os meios de comunicação ocidentais elogiaram os esforços de Mugabe na reconciliação com a minoria branca Branco no Zimbábue, a tensão logo se desenvolveu. Em 17 de março de 1980, depois de várias tentativas de assassinato mal sucedida Mugabe perguntou a Walls "Por que seus homens estão tentando me matar?" Walls respondeu, "Se fossem meus homens, você estaria morto." BBC news Entrevistou Walls em 11 de agosto de 1980. Ele disse à BBC que pediu primeiro ministro britânico Margaret Thatcher anular as eleições de 1980 antes do anúncio oficial do resultado, alegando que Mugabe usou intimidação para vencer a eleição. Walls disse que Thatcher não respondeu seu pedido. Em 12 de agosto, funcionários do governo britânico negaram que eles não haviam respondido, dizendo Antony Duff, vice-governador de Salisbury, disse a Walls Em 3 de março que Thatcher não anularia a eleição.
O ministro da Informação Nathan Shamuyarira disse que o governo não seria "resgatado por inadimplência racial" e disse "todos aqueles europeus que não aceitam a nova ordem para arrumar suas malas". Ele também disse que o governo continuou a considerar tomar "ação legal ou administrativa" contra a Walls. Mugabe, retornando de uma visita ao presidente dos Estados Unidos Jimmy Carter em Nova York, disse: "Uma coisa é bastante clara - não teremos personagens desleais em nossa sociedade." Walls retornou ao Zimbábue após a entrevista, dizendo a Peter Hawthorne da revista Time, "Manter-se afastado neste momento teria aparecido como uma admissão de culpa. "Mugabe redigiu legislação que exilaria Walls do Zimbábue para a vida e Walls mudou-se para a África do Sul.
As divisões étnicas logo voltaram para a frente da política nacional. A tensão entre ZAPU e ZANU entrou em erupção com a atividade de guerrilha começando novamente em Matabelelândia no sudoeste do Zimbábue. Nkomo (ZAPU) partiu para o exílio na Grã-Bretanha e não retornou até que Mugabe garantiu sua segurança. Em 1982, funcionários de segurança do governo descobriram grandes esconderijos de armas e munições em propriedades pertencentes à ZAPU, acusando Nkomo e seus seguidores de conspirar para derrubar o governo. Mugabe despediu Nkomo e seus assessores mais próximos do gabinete.[carece de fontes?] Sete deputados, membros da Frente Rodesiana, deixou o partido de Smith para sentar-se como "independentes" em 4 de março de 1982, o que significa o seu descontentamento com suas políticas. Como resultado do que viram como perseguição de Nkomo e seu partido, partidários da PF-ZAPU, desertores do exército começaram uma campanha de dissidência contra o governo. Centrando-se principalmente em Matabelelândia, lar dos Ndebeles que eram os principais seguidores de OF-ZAPU, essa dissidência continuou até 1987. Isso envolveu ataques de pessoal e instalações governamentais, banditismo armado visando interromper a segurança e a vida econômica nas áreas rurais e assédio aos membros da ZANU-PF.
Por causa da situação de segurança instável logo após a independência e os sentimentos democráticos, o governo manteve em vigor um "estado de emergência". Isso deu ao governo poderes generalizados sob o "Ato de Manutenção da Lei e Ordem", incluindo o direito de deter pessoas sem encargos, que usou amplamente. Em 1983 a 1984, o governo declarou um toque de recolher nas áreas de Matabelelândia e enviou o exército em uma tentativa de suprimir membros da tribo Ndebele. A campanha de pacificação, conhecida como Gukuruhundi, ou vento forte, resultou em pelo menos 20 mil mortes civis perpetradas por uma brigada de elite, treinada no norte-coreano, conhecida no Zimbábue como Gukurahundi.
O ZANU-PF aumentou sua maioria nas eleições de 1985, ganhando 67 dos 100 lugares. A maioria deu a Mugabe a oportunidade de começar a fazer mudanças na constituição, inclusive aquelas em relação à restauração da terra. As lutas não cessaram até Mugabe e Nkomo chegarem a um acordo em dezembro de 1987, segundo o qual ZAPU se tornou parte da ZANU-PF e o governo mudou a constituição para fazer de Mugabe o primeiro presidente executivo do país e Nkomo um dos dois vice-presidentes.

## Década de 1990
Eleições em Março de 1990 resultou em uma vitória esmagadora para Mugabe e seu partido, que ganhou 117 dos 120 lugares eleitorais. Os observadores eleitorais estimaram participação eleitoral em apenas 54% e descobriram que a campanha não era gratuita nem justa[carece de fontes?], embora a votação tenha cumprido os padrões internacionais. Insatisfeito com um de facto Estado de um partido, Mugabe convocou o ZANU-PF Comitê Central para apoiar a criação de um Estado de um partidode jure  em setembro de 1990 e perdido. O governo começou a modificar a constituição. O judiciário e os defensores dos direitos humanos criticaram ferozmente as primeiras alterações promulgadas em abril de 1991 porque eles restauraram o castigo e a pena de morte e negou o recurso aos tribunais em casos de compra compulsória de terras pelo governo. A saúde geral da população civil também começou a ter uma queda significativa e, em 1997, 25% da população do Zimbábue havia sido infectada pelo HIV, o vírus da AIDS.
Durante a década de 1990 estudantes, sindicalistas e trabalhadores demonstraram frequentemente expressar seu descontentamento com o governo. Os estudantes protestaram em 1990 contra propostas para aumentar o controle governamental das universidades e novamente em 1991 e 1992 quando entraram em confronto com a polícia. Sindicalistas e trabalhadores também criticaram o governo durante esse período. Em 1992, a polícia impediu os sindicalistas de realizar manifestações antigovernamentais. Em 1994, o distúrbio industrial generalizado enfraqueceu a economia. Em 1996 funcionários públicos, enfermeiros e médicos juniores entraram em greve sobre questões salariais.
Em 9 de dezembro de 1997, uma greve nacional paralisou o país. Mugabe foi entrado em pânico por manifestações de Zanla ex-combatentes, veteranos de guerra, que tinham sido o coração das incursões 20 anos antes na Guerra Bush. Ele concordou em pagar grandes gratificações e pensões, o que provou ser um compromisso financeiro totalmente improdutivo e não orçamentado. O descontentamento com o governo gerou repressões do governo draconiano que, por sua vez, começou a destruir o tecido do estado e da sociedade. Isso, por sua vez, trouxe consigo um descontentamento adicional dentro da população. Assim, uma espiral descendente viciosa começou.
Embora muitos brancos tenham deixado o Zimbábue após a independência, principalmente para a África do Sul vizinha, aqueles que permaneceram continuaram a exercer controle desproporcional de alguns setores da economia, especialmente da agricultura. No final da década de 1990, os brancos representavam menos de 1% da população, mas detinham 70% de terra arável. Mugabe levantou esta questão da propriedade da terra pelos agricultores brancos. Em um movimento calculado, ele começou a redistribuição da terra forçada, o que levou o governo a um conflito incisivo com o Fundo Monetário Internacional. Em meio a uma seca severa na região, a polícia e o exército foram instruídos a não parar a invasão de fazendas de propriedade branca pelos chamados "veteranos de guerra" e milícias juvenis. Isso levou a uma migração em massa de zimbabuenses brancos para fora do Zimbábue. Atualmente, quase nenhuma terra arável está na posse de fazendeiros brancos; O país também experimentou uma escassez de alimentos debilitante com o êxodo de sua minoria branca, transformando o "celeiro da África" em um dos estados mais inseguros de África.

### A economia durante os anos 1980 e 1990
A economia foi administrada por linhas corporativas com controles governamentais rigorosos em todos os aspectos da economia. Foram aplicados controles sobre os salários, os preços e o aumento maciço dos gastos públicos, resultando em Déficits orçamentários. Este experimento encontrou resultados muito mistos e o Zimbábue caiu mais atrás do primeiro mundo e do desemprego. Algumas tentativas de reformas de mercado na década de 1990 foram tentadas. Uma desvalorização de 40% do dólar zimbabuense foi permitida e os controles de preços e salários foram removidos. Essas políticas também falharam naquele momento. As despesas de crescimento, emprego, salários e serviços sociais se contraíram fortemente, a inflação não melhorou, o déficit manteve-se bem acima do objetivo, e muitas empresas industriais, principalmente em têxteis e calçados, fecharam em resposta ao aumento da concorrência e altas taxas de juros reais. A incidência da pobreza no país aumentou durante esse período.

## 1999 a 2000
No entanto, o Zimbábue começou a experimentar um período de grande agitação política e econômica em 1999. A oposição ao presidente Mugabe e ao governo ZANU-PF cresceu consideravelmente após meados da década de 1990 em parte devido ao piora das condições econômicas e de direitos humanos. O Movimento para a Mudança Democrática (MDC) foi estabelecido em setembro de 1999 como um partido da oposição fundado pelo sindicalista Morgan Tsvangirai.
A primeira oportunidade do MDC de testar a oposição ao governo Mugabe ocorreu em fevereiro de 2000, quando um referendo foi realizado sobre um projeto de constituição proposto pelo governo. Entre seus elementos, a nova constituição permitiria que o presidente Mugabe buscasse dois mandatos adicionais no cargo, concedeu aos funcionários do governo a imunidade de acusação e autorizou a apreensão do governo de terras de propriedade branca. O referendo foi efetivamente derrotado. Pouco depois, o governo, através de um grupo de veteranos de guerra vagamente organizado, alguns dos chamados veteranos de guerra que julgaram desde sua idade não eram veteranos de guerra, pois eram jovens demais para terem lutado na chimurenga, sancionaram um programa agressivo de redistribuição da terra, muitas vezes Caracterizada pela expulsão forçada de agricultores brancos e violência contra agricultores e empregados agrícolas[carece de fontes?].
Eleições parlamentares realizadas em junho de 2000 Foram prejudicados por violência localizada e reivindicações de irregularidades eleitorais e intimidação governamental de apoiantes da oposição [carece de fontes?]. No entanto, o MDC conseguiu capturar 57 de 120 assentos na Assembleia Nacional.

## 2002
As eleições presidenciais foram realizadas em março de 2002. Nos meses que antecederam a pesquisa, o ZANU-PF, com o apoio do exército, serviços de segurança e especialmente os chamados "veteranos de guerra",  – Muito poucos dos quais realmente lutaram no Segundo Chimurenga contra o regime de Smith na década de 1970 - estabeleceram a intimidação por atacado e a supressão da oposição liderada pelo MDC[carece de fontes?]. Apesar da forte crítica internacional, essas medidas, juntamente com a subversão organizada do processo eleitoral, garantiram uma vitória de Mugabe[carece de fontes?] . O comportamento do governo provocou fortes críticas da UE e dos EUA, que impuseram sanções limitadas aos principais membros do regime de Mugabe. Desde a eleição de 2002, o Zimbábue sofreu mais dificuldades econômicas e um crescente caos político.

## 2003–2005
As divisões dentro do MDC da oposição começaram a apressar-se no início da década, depois Morgan Tsvangirai (o presidente do MDC) foi atraído  [carece de fontes?] em uma operação de ataque do governo que o filmou, falando sobre a remoção do poder pelo Sr. Mugabe. Ele foi posteriormente preso e julgado por acusações de traição. Isso prejudicou o controle dos assuntos do partido e levantou questões sobre sua competência. Também catalisou uma grande divisão dentro do partido. Em 2004, ele foi absolvido, mas não até depois de sofrer graves abusos e maus tratos na prisão. [carece de fontes?] A facção adversária foi liderada por Welshman Ncube, que era o secretário geral do partido. Em meados de 2004, vigilantes leais ao Sr. Tsvangirai começou a atacar os membros que eram em sua maioria leais a Ncube, culminando em um ataque Setembro no quartel-general Harare do partido em que o diretor de segurança quase foi atirado para a morte.
Um inquérito interno do partido estabeleceu mais tarde que os assessores de Tsvangirai toleraram, se não aprovado, a violência. Divisível como a violência, foi um debate sobre o estado de direito que desencadeou a ruptura final do partido em novembro de 2005. Essa divisão enfraqueceu severamente a oposição. Além disso, o governo empregou seus próprios agentes para espionar cada lado e minar cada lado por meio de atos de espionagem. [carece de fontes?] Eleição parlamentar do Zimbábue de 2005 foram realizadas em março de 2005, em que a ZANU-PF ganhou uma maioria de dois terços, foram novamente criticadas por observadores internacionais como falhas. [carece de fontes?] Os agentes políticos de Mugabe foram assim capazes de enfraquecer a oposição internamente e o aparelho de segurança do estado conseguiu desestabilizá-lo externamente usando a violência em fortalezas antiMugabe para impedir que os cidadãos votassem. [carece de fontes?] Alguns eleitores foram "afastados" da assembleia de voto apesar de ter uma identificação adequada[carece de fontes?], Garantindo ainda que o governo possa controlar os resultados. Além disso, Mugabe começou a nomear juízes simpatizantes do governo[carece de fontes?], tornando inútil qualquer recurso judicial. [carece de fontes?] Mugabe também conseguiu nomear 30 dos deputados.
À medida que as eleições do Senado se aproximavam, novas divisões da oposição ocorreram. Os partidários de Ncube argumentaram que o M.D.C. deveria enquadrar uma lista de candidatos; Tsvangirai argumentou por um boicote. Quando os líderes do partido votaram sobre o assunto, o partido de Ncube ganhou por pouco, mas o Sr. Tsvangirai declarou que, como presidente do partido, ele não estava vinculado pela decisão da maioria. Mais uma vez, a oposição ficou enfraquecida. Como resultado, as eleições para um novo Senado em novembro de 2005 foram em grande parte boicotadas pela oposição. O partido de Mugabe ganhou 24 dos 31 círculos eleitorais onde as eleições foram realizadas em meio à baixa participação de eleitores. Novamente, surgiram evidências de intimidação e fraude dos eleitores. [carece de fontes?]
Em maio de 2005, o governo começou Operação Murambatsvina. Foi oficialmente acusado de eliminar áreas urbanas de estruturas ilegais, empresas comerciais ilegais e atividades criminosas. Na prática, o objetivo era punir opositores políticos[carece de fontes?]. A ONU estima que 700 mil pessoas foram deixadas sem empregos ou casas como resultado.[carece de fontes?] Famílias e comerciantes, especialmente no início da operação, muitas vezes não receberam aviso antes de a polícia destruírem suas casas e negócios.[carece de fontes?] Outros foram capazes de salvar algumas posses e materiais de construção, mas muitas vezes não tinham para onde ir, apesar da declaração do governo de que as pessoas deveriam retornar às suas casas rurais. Milhares de famílias ficaram desprotegidas ao ar livre no meio do inverno do Zimbábue.[carece de fontes?], . O governo interferiu com os esforços das organizações não governamentais (ONG) para prestar assistência de emergência aos deslocados em muitos casos.[carece de fontes?] Algumas famílias foram removidas para acampamentos de trânsito, onde não tinham abrigo ou instalações para cozinhar e comida, suprimentos e instalações sanitárias mínimas. A operação continuou até julho de 2005, quando o governo iniciou um programa para fornecer habitação para os recém-deslocados.
Direitos humanos assiste e disse o quanto as expulsões haviam interrompido o tratamento para pessoas com HIV/Aids em um país onde 3.000 morrem da doença a cada semana e cerca de 1,3 milhão de crianças ficaram órfãs. A operação foi "a mais recente manifestação de um enorme problema de direitos humanos que já se arrasta há anos", disse a Anistia Internacional. A partir de setembro de 2006, a construção de moradias ficou muito aquém da demanda, e havia relatos de que os beneficiários eram principalmente funcionários públicos e leais do partido no poder, e não aqueles deslocados. A campanha governamental de despejos forçados continuou em 2006, embora em menor escala.
Em setembro de 2005, Mugabe assinou emendas constitucionais que reinstituíram um senado nacional (abolido em 1987) e que nacionalizou todas as terras. Isso converteu todos os direitos de propriedade em locações. As alterações também encerraram o direito dos latifundiários de desafiar as expropriações governamentais de terras nos tribunais e marcaram o fim de qualquer esperança de devolver a terra que até então havia sido conquistada por invasões de terras armadas. As eleições para o Senado em novembro resultaram em uma vitória para o governo. O MDC dividiu-se sobre se candidatar a campo e boicotar parcialmente a votação. Além da baixa participação, houve uma intimidação generalizada pelo governo. A divisão no MDC endureceu em facções, cada uma das quais reivindicou o controle do partido. Os primeiros meses de 2006 foram marcados por escassez de alimentos e fome em massa. A extremidade pura do assoreamento foi revelado pelo fato de que nos tribunais, testemunhas estaduais disseram que estavam muito fracos de fome para depor.

## 2006 a 2007
Em agosto de 2006, a inflação desenfreada forçou o governo a substituir sua moeda atual por uma revalorizada. Em dezembro de 2006, a ZANU-PF propôs a "harmonização" dos horários das eleições parlamentares e presidenciais em 2010; O movimento foi visto pela oposição como uma desculpa para estender o mandato de Mugabe como presidente até 2010.
Morgan Tsvangirai foi espancado em 12 de março de 2007, após ser preso e mantido na Delegacia Machipisa no subúrbio Highfield de Harare. O evento conquistou um protesto internacional e foi considerado particularmente brutal e extremo, mesmo considerando a reputação do governo de Mugabe. "Estamos muito preocupados com os relatos de ataques brutais contínuos contra ativistas da oposição no Zimbábue e pedimos ao governo que detenha todos os atos de violência e intimidação contra ativistas da oposição," disse Kolawole Olaniyan, Diretor do Programa África Anistia Internacional.
A economia diminuiu em 50% de 2000 para 2007. Em setembro de 2007, a taxa de inflação foi de quase 8 mil%, a maior do mundo. Existem cortes freqüentes de energia e água. A água potável de Harare tornou-se pouco confiável em 2006 e, como conseqüência, a disenteria e o cólera varreram a cidade em dezembro de 2006 e janeiro de 2007. O desemprego em empregos formais está em execução em um recorde de 80%. Existe uma fome generalizada, que foi manipulada cínicamente pelo governo, de modo que as fortalezas da oposição sofrem mais. Mais recentemente, os suprimentos de pão secaram, após uma colheita de trigo pobre e o encerramento de todas as padarias.
O país costumava ser um dos mais ricos de África e agora é um dos mais pobres. Muitos observadores agora vêem o país como um 'Estado falido'. O acordo da Segunda Guerra do Congo trouxe o compromisso militar substancial do Zimbábue, embora ainda existam algumas tropas para garantir os ativos de mineração sob seu controle. O governo não possui recursos ou mecanismos para lidar com os estragos da pandemia de HIV/AIDS], que afeta 25% da população. Com tudo isso e a remoção forçada e violenta de agricultores brancos em um brutal programa de redistribuição de terras, Mugabe ganhou um grande desprezo pela arena internacional.
O regime conseguiu se apegar ao poder, criando enclaves ricos para ministros do governo e membros do partido seniores. Por exemplo, Borrowdale Brook, um subúrbio de Harare é um oásis de riqueza e privilégio. Possui mansões, gramados bem cuidados, lojas cheias com prateleiras totalmente estocadas contendo uma abundância de frutas e vegetais, carros grandes e um clube de golfe é o lar do retiro da presidente Mugabe fora da cidade.
As padarias do Zimbábue fecharam em outubro de 2007 e os supermercados advertiram que não teriam pão para o futuro previsível devido ao colapso da produção de trigo após a invasão de fazendas de propriedade branca. O ministério da agricultura também culpou a falta de energia pelo déficit de trigo, dizendo que os cortes de eletricidade afetaram a irrigação e a redução das rendas por acre. A falta de energia é porque o Zimbábue depende de Moçambique por parte de sua eletricidade e que, devido a uma cobrança não paga de US$ 35 milhões, Moçambique reduziu a quantidade de energia elétrica que fornece. Em 4 de dezembro de 2007, os Estados Unidos impuseram sanções de viagem a 38 pessoas com vínculos com o presidente Mugabe, porque "desempenharam um papel central nos graves abusos dos direitos humanos do regime."
Em 8 de dezembro de 2007, Mugabe participou de uma reunião de líderes da UE e africanos em Lisboa, alertando primeiro-ministro britânico Gordon Brown para recusar a participar. Enquanto a chanceler alemã Angela Merkel criticou Mugabe com seus comentários públicos, os líderes de outros países africanos ofereceram-lhe declarações de apoio..

### Deterioração do sistema educacional
O sistema educacional no Zimbábue, uma vez considerado como um dos melhores da África, entrou em crise por causa do colapso econômico do país. Quase um quarto dos professores abandonaram o país, o absenteísmo é alto, os edifícios estão desmoronando e os padrões caem. Um repórter estrangeiro testemunhou centenas de crianças na Escola Primária Hatcliffe Extension em Epworth, 12 milhas a oeste de Harare, escrevendo na poeira no chão porque não tinham livros de exercícios ou lápis. O sistema de exames do ensino médio se desenrolou em 2007. Os examinadores se recusaram a marcar os documentos de exame quando foram oferecidos apenas Z$ 79 por papel, o suficiente para comprar três pequenos doces. A corrupção entrou no sistema e pode explicar por que, em janeiro de 2007, milhares de alunos não receberam marcas para assuntos que haviam entrado, enquanto outros eram considerados "excelentes" em assuntos que não tinham sentado. Vários escritórios e armazéns em desuso foram transformados em bordéis improvisados na Universidade do Zimbábue em Harare por estudantes e funcionários que se voltaram para a prostituição para chegar ao fim. Os estudantes estão destituídos após a recusa da instituição em julho para reabrir seus corredores de residência, proibindo efetivamente que os estudantes permaneçam no campus. Os líderes estudantis acreditam que isso fazia parte do plano da administração para se vingar deles por suas demonstrações em relação à deterioração dos padrões.

## 2008

### Eleições de 2008
Zimbábue Realizou uma eleição presidencial junto com uma 2008 Eleição parlamentar de 29 de março. Os três principais candidatos assumiram o cargo de Presidente Robert Mugabe da União Nacional Africana do Zimbábue – Frente Patriótica (ZANU-PF), Morgan Tsvangirai do Movimento para a Mudança Democrática – Tsvangirai (MDC-T), e Simba Makoni, um independente. Como nenhum candidato recebeu uma maioria absoluta na primeira rodada, uma segunda rodada foi realizada em 27 de junho de 2008 entre Tsvangirai (com 47,9% da votação da primeira rodada) e Mugabe (43,2%). Tsvangirai retirou-se da segunda rodada, uma semana antes, programada para acontecer, citando violência contra os partidários de seu partido. A segunda rodada seguiu em frente, apesar das críticas generalizadas, e levou à vitória para Mugabe.
Por causa da situação econômica horrível do Zimbábue, a eleição deveria proporcionar ao presidente Mugabe seu desafio eleitoral mais difícil até à data. Os oponentes de Mugabe criticaram o tratamento do processo eleitoral, e o governo foi acusado de planejar a eleição; Human Rights Watch disse que a eleição provavelmente seria "profundamente falha". Após a primeira rodada, mas antes de a contagem ser concluída, Jose Marcos Barrica, o chefe da missão de observação Comunidade de Desenvolvimento da África Austral, descreveu a eleição como "uma expressão pacífica e credível da vontade do povo do Zimbábue."
Nenhum resultado oficial foi anunciado por mais de um mês após a primeira rodada. A falta de divulgação de resultados foi fortemente criticada pelo MDC, que buscou, sem sucesso, uma ordem do Tribunal Superior para forçar sua liberação. Uma projeção independente colocou Tsvangirai na liderança, mas sem a maioria precisava evitar uma segunda rodada. O MDC declarou que Tsvangirai ganhou uma estreita maioria na primeira rodada e inicialmente se recusou a participar de qualquer segunda rodada. ZANU-PF disse que Mugabe vai participar de uma segunda rodada; O partido alegou que alguns funcionários eleitorais, em conexão com o MDC, reduziram fraudulentamente a nota de Mugabe e, como resultado, uma recontagem foi realizada.
Após a recontagem e a verificação dos resultados, a Comissão Eleitoral do Zimbábue (ZEC) Anunciou em 2 de maio que Tsvangirai ganhou 47,9% e Mugabe ganhou 43,2%, exigindo um run-off, que se realizaria em 27 de junho de 2008. Apesar das reivindicações contínuas de Tsvangirai de ter ganho uma maioria de primeira rodada, ele se recusou a participar da segunda rodada. O período que se seguiu à primeira rodada foi marcado por graves violências políticas causadas por ZANU-PF. ZANU-PF Culpou os defensores do MDC por perpetrar essa violência; Governos ocidentais e organizações ocidentais proeminentes culparam o ZANU-PF pela violência que parece ser verdadeira. Em 22 de junho de 2008, Tsvangirai anunciou que estava se retirando do segundo turno, descrevendo-o como uma "farsa violenta" e dizendo que seus partidários arriscaram ser mortos se votassem por ele. A segunda rodada, no entanto, seguiu em frente como planejado com Mugabe como o único candidato ativamente participante, embora o nome de Tsvangirai permaneça na cédula. Mugabe ganhou a segunda rodada por uma margem esmagadora e foi jurado por outro mandato como presidente em 29 de junho.
A reação internacional para o segundo turno têm variado. Os Estados Unidos e os países da União Europeia pediram maiores sanções. Em 11 de julho, o Conselho de Segurança das Nações Unidas votou para impor sanções ao Zimbábue; A União Africana pediu um "governo da unidade nacional."
As negociações preliminares para estabelecer as condições para negociações oficiais começaram entre os principais negociadores de ambas as partes em 10 de julho e, em 22 de julho, os três líderes do partido se encontraram pela primeira vez em Harare para expressar o seu apoio a uma solução negociada das controvérsias decorrentes das eleições presidenciais e parlamentares. As negociações entre as partes começaram oficialmente no dia 25 de julho e estão atualmente com muito poucos detalhes divulgados nas equipes de negociação em Pretória, uma vez que a cobertura da mídia é impedida das instalações onde as negociações estão ocorrendo. As palestras foram mediadas pelo presidente sul-africano Thabo Mbeki.
Em 15 de setembro de 2008, os líderes dos 14 membros Comunidade de Desenvolvimento da África Austral testemunhou a assinatura do acordo de compartilhamento de poder, negociado pelo líder sul-africano Thabo Mbeki. Com aperto de mão simbólico e sorrisos no hotel Rainbow Towers, em Harare, Mugabe e Tsvangirai assinaram o acordo para acabar com a violenta crise política. Conforme previsto, Robert Mugabe continuará sendo presidente, Morgan Tsvangirai se tornará primeiro-ministro, ZANU-PF e o MDC irá compartilhar o controle da polícia, Mugabe's Zanu (PF) irá comandar o Exército, e Arthur Mutambara torna-se vice-primeiro ministro.

### Massacre dos campos de diamantes de Marange
Em novembro de 2008, a Força Aérea do Zimbábue foi enviada, depois que alguns policiais começaram a recusar ordens para atirar nos mineiros ilegais em Marange campos de diamantes. Até 150 dos 30.000 estimados os mineiros ilegais foram baleados de helicópteros de combate. Em 2008, alguns advogados zimbabuanos e políticos da oposição de Mutare afirmou que Shiri era o principal motor dos assaltos militares aos escavadores ilegais nas minas de diamantes a leste do Zimbábue. Estimativas do número de mortos até meados de dezembro variam de 83 relatadas pela Câmara Municipal de Mutare, com base em um pedido de enterro, a 140 estimado pelo (então) a oposição do partido Movimento para a Mudança Democrática - Tsvangirai.

## 2009–presente
Em janeiro de 2009, Morgan Tsvangirai anunciou que faria conforme os líderes da África insistiam e se juntaram a um governo de coalizão como primeiro ministro com seu inimigo, o presidente Robert Mugabe. Em 11 de fevereiro de 2009 Tsvangirai foi empossado como o Primeiro ministro do Zimbábue. Até 2009 a inflação atingiu um pico de 500 bilhões% ao ano durante o governo de Mugabe e a moeda Zimbábue era inútil.  A oposição compartilhou o poder com o regime de Mugabe entre 2009 e 2013, Zimbábue mudou para usar o dólar dos EUA como moeda e a economia melhorou atingindo uma taxa de crescimento de 10% ao ano.
Em 2013, o governo Mugabe ganhou uma eleição que The Economist descreveu como "fraudada," dobrou o tamanho da função pública e embarcou "...desgoverno e a corrupção deslumbrante."
Em 2016, a economia desabou., protestos a nível nacional ocorreram em todo o país e o ministro das Finanças admitiu que "agora, literalmente, não tem nada."
No dia 15 de novembro de 2017, o presidente Robert Mugabe foi afastado pelos militares, que o colaram em prisão domiciliar. Os militares ao tomarem o poder, declararam que não queriam depor o presidente e sim combater a corrupção no país. No dia 21 de novembro, Mugabe renunciou.
No dia 22 de novembro, A União Nacional Africana do Zimbábue - Frente Patriótica (ZANU-PF) designou Emmerson Mnangagwa para o cargo de presidente provisório, sendo que até sua posse, o vice-presidente Phelekezela Mphoko, que se encontra no Japão, atuará tecnicamente como presidente interino.
No dia 24 de novembro de 2017, Emmerson Mnangagwa tomou posse como presidente do Zimbábue.